# Petko Momtschilow
Petko Iwanow Momtschilow (auch Petko Ivanov Momchilov geschrieben, bulgarisch Петко Иванов Момчилов; * 2. Oktober 1864 in Gorna Orjachowiza, heute in Bulgarien; † 18. Januar 1923 in Sofia) war ein bulgarisch-österreichischer Architekt.

## Leben
Petko Momtschilow wurde am 2. Oktober 1864 in Gorna Orjachowiza als Sohn des Iwan Momtschilow geboren. Die Stadt Gorna Orjachowiza gehörte damals noch zum Osmanischen Reich.
Iwan Momtschilow, der Vater von Petko Momtschilow, war ein berühmter Verfechter der Bewegung für die Bulgarische Nationale Wiedergeburt. Er war Absolvent des Herson-Gymnasiums in Odessa (damals Russisches Kaiserreich) und Herausgeber von 15 Lehrbüchern. Nach der Rückkehr des Vaters in seine „unterjochte“ Heimat (Bulgarien wurde erst 1878 befreit) gründete dieser 1843 die ersten Klassenschulen in der Balkanstadt Elena, die ein kulturelles Zentrum der Wiedergeburtszeit war. Aus dieser Schule sind viele bekannte Verfechter der Bulgarischen Nationalen Wiedergeburt hervorgegangen. Eine weitere Schule gründete der Vater 1859 in Gorna Orjachowiza. Gorna Orjachowiza war ebenfalls ein kulturelles und wirtschaftliches Zentrum Bulgariens zu diesem Zeitpunkt.
Petko Momtschilow schloss seine Grundschulausbildung in seiner Geburtsstadt Gorna Orjachowiza ab. Danach ging er nach Warna und absolvierte das dortige Gymnasium. Von 1885 bis 1887 war er als Lehrer in Warna tätig, bevor er ein Stipendium des neu gegründeten bulgarischen Unterrichtsministeriums für ein Auslandsstudium erhielt. Nach einem kurzen Studienaufenthalt in München studierte Momtschilow von 1887 bis 1892 an der Deutschen Technischen Hochschule in Prag Architektur.
Nach dem Abschluss seines Studiums kehrte Momtschilow nach Bulgarien zurück und war von 1892 bis 1893 als Angestellter im Unterrichtsministerium in der bulgarischen Hauptstadt Sofia tätig. In dieser Funktion wurde er mit dem Entwurf von sechs Standardprojekten für Schulbauten in den Gemeinden und Bezirkszentren, die im ganzen Land umgesetzt wurden, beauftragt. 1893 gewann er die Ausschreibung für den Bau des Bahnhofs in Bukarest mit einem angeschlossenen Hotel. Im selben Jahr wurde er Mitbegründer des Bulgarischen Ingenieur- und Architektenvereins.

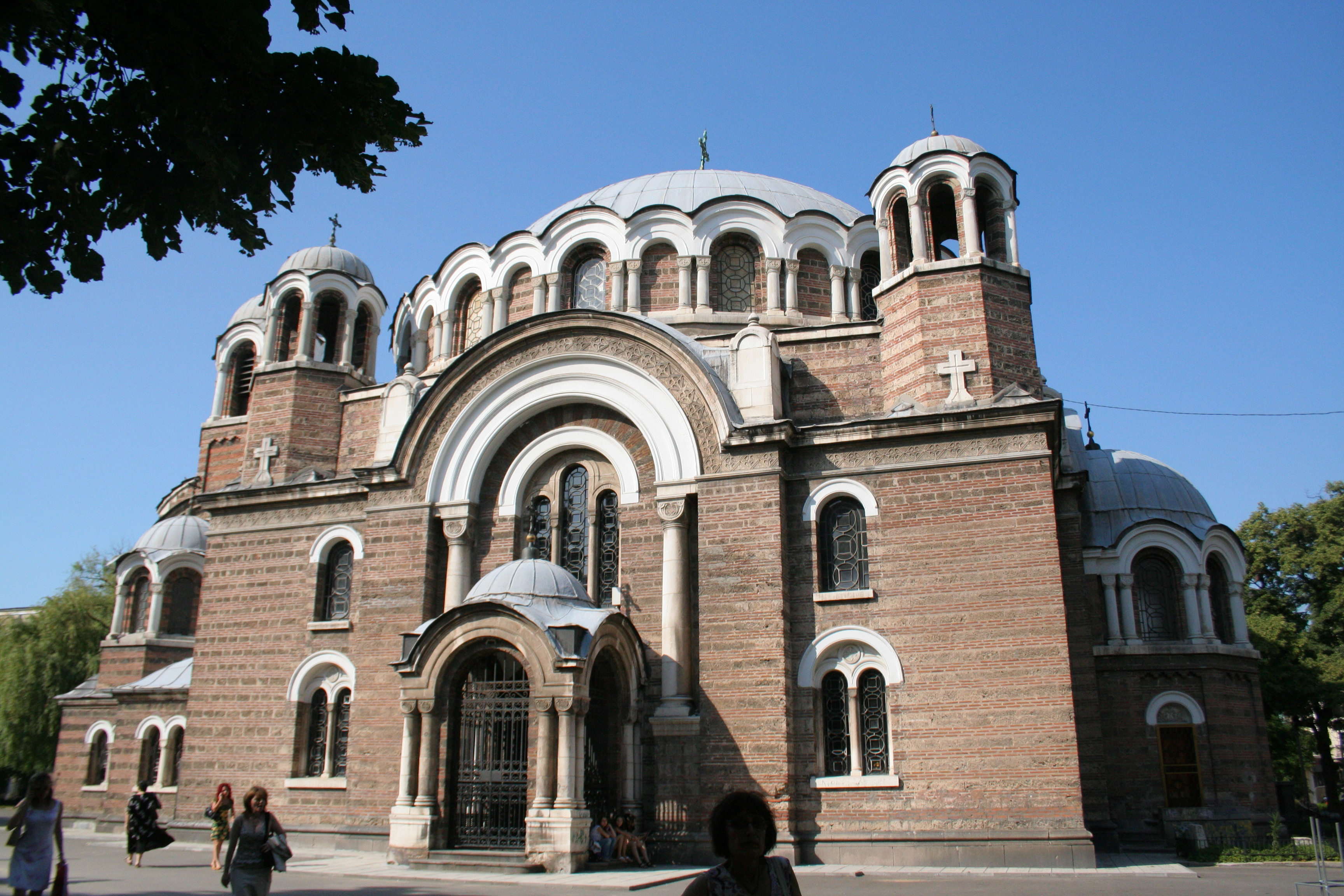
Die heutige Kirche Sweti Sedmotschislenizi

Von 1894 bis 1906 war Momtschilow Leiter der Architekturabteilung des Ministeriums für öffentliche Bauten, Straßen und Städtebau, Mitglied und von 1905 bis 1906 Vorsitzender der Komitees für die Errichtung der Alexander-Newski-Gedächtniskirche in Sofia. Von 1895 bis 1897 erarbeitete er gemeinsam mit G. Nenow und Jurdan Milanow Popow das Gesetz für die Planung der Ortschaften in Bulgarien. Der Vater von Jurdan Popow war Lehrer an der von Iwan Momtschilow in Elena gegründeten Klassenschule. Gemeinsam mit Popow leitete Petko Momtschilow von 1899 bis 1903 den Umbau der Schwarzen Kodscha-Derwisch-Moschee des osmanischen Meisterarchitekten Mimar Sinan in Sofia und ihren Umbau zur Kirche Sweti Sedmotschislenizi. Ebenso erbaute er den Synodialpalast in Sofia (neben der Alexander-Newski-Kathedrale), die Bulgarische Volksbank, das Sofioter Zentralgefängnis, das Alexandrow Krankenhaus und weitere Gebäude in Sofia. Am 19. Dezember 1903 wurde ihm das Kavalierskreuz anlässlich der Eröffnung des Entbindungsheims in Sofia verliehen, das er mit dem Architekten Popow erbaute.
Das Mädchengymnasium in Warna (heute das Archäologische Museum Warna) wurde ebenfalls von ihm gebplant, ebenso das Gebäude des Metropoliten von Warna. In Lowetsch, Weliko Tarnowo und Plowdiw erstellt er die Projekte für den Bau des Gymnasiums. Bei Sliwen plante er das Zentrale Mineralbad.
1906 verließ Momtschilow das Ministerium und schloss einen Vertrag mit der Gemeinde Sofia für die Errichtung des Zentralen Mineralbades Sofia im Zentrum der bulgarischen Hauptstadt. Der Bau des Bades, das im Stil des Historismus erbaut wurde, dauerte bis 1913. 1906/07 gründete Momtschilow die Zementgesellschaft in Zlatna Panega. 1908 ging die Zementfabrik in Zlatna Panega, die erste in Bulgarien, in Betrieb. Die Fabrik, die bis 2004 Teil des HeidelbergCements war und heute dem TITAN-Group-Konzern angehört, ging jedoch nach dem Ersten Weltkrieg bankrott. 1911 wurde Momtschilow als Abgeordneter in die fünfte Große Nationalversammlung gewählt.
Am 18. Januar 1923 starb Petko Momtschilow in Sofia. Er wurde auf dem Zentralfriedhof in Sofia beigesetzt.

## Bekannte Werke

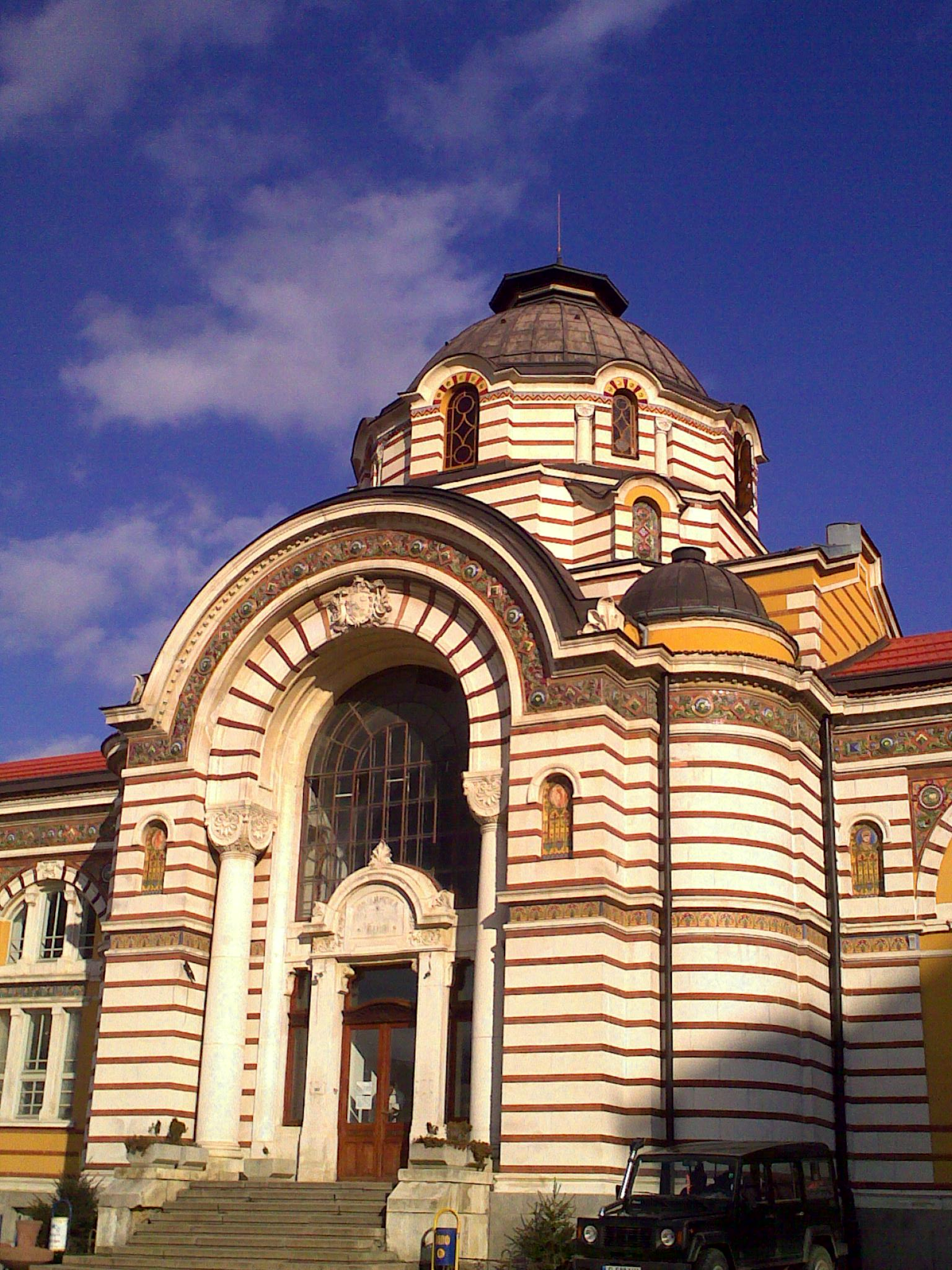
Haupteingang des Thermalbads zu Sofia

- Bahnhof mit Hotel (1893) in Bukarest
- Knabengymnasium (1893–1898, mit Jurdan Popow) in  Russe
- Mädchengymnasium mit Pension (1893–1898, heute Archäologisches Museum mit Popow, Bauleitung – Kowatschewski) in Warna
- Thermalbad mit Hotel (1884–1885, das Hotelgebäude ist heute abgetragen) in Bad Sliwen
- Archäologisches Museum (1886–1895) in Plowdiw
- Verwaltungsgebäude und Kliniken des Alexandrov-Krankenhauses (1895–1900, mit Popow) in Sofia
- Entbindungsheim „Maitschin dom“ (1898–1914, in unterstützt von Popow), Sofia
- Kirche Sweti Sedmotschislenizi (1899–1903, Umbau und Adaptierung der „Schwarzen“ Kodscha-Derwisch-Moschee von Mimar Sinan mit Popow) in Sofia
- Haus von Iwan Geschow (1899, nach Entwurf von Friedrich Grünanger bei der Bombardierung von Sofia zerstört, geplante Rekonstruktion) in Sofia, Bul. Zar Oswoboditel 16
- Gebäude der Hl. Synode und Metropolie (1904–1910) in Warna
- Gebäude der Hl. Synode (1904–1912 mit Popow, Bauleitung – Christo Kowatschewski) in Sofia
- Teile des Tuberkulosenkrankenhauses (1905) in Trojan
- Haus von M. Momtschilow (1905) in Sofia, Bul. Patriarch Ewtimij 2
- Zentralgefängnis mit Kirche und Schule (1905–1909) in Sofia
- Thermalbad der Gemeinde Sofia (1906–1911, mit Popow)
- Grundschule (1907) in Gorna Orjachowiza
- Haus von Teodor Teodorow (1908, heute Restaurant Krim) in Sofia, Str. Dobrudscha 2
- Haus von Petko Momtschilow (abgetragen) in Sofia
- Haus von Todor Wlajkow (Standort nicht ermittelt) in Sofia